# Rhian Wilkinson
Rhian Wilkinson, född den 12 maj 1982 i Pointe-Claire, Québec, är en kanadensisk fotbollsspelare som tog OS-brons i damfotbollsturneringen vid de olympiska fotbollsturneringarna 2012 i London och vid de olympiska fotbollsturneringarna 2016 i Rio de Janeiro.